# Vauquois
Vauquois é uma comuna francesa na região administrativa de Grande Leste, no departamento de Meuse. Estende-se por uma área de 8,14 km². Em 2010 a comuna tinha 21 habitantes (densidade: 2,6 hab./km²).